# Курки
Курки́ (рос. Курки) — село у складі Артинського міського округу Свердловської області.
Населення — 532 особи (2010, 570 у 2002).
Національний склад станом на 2002 рік: марійці — 91 %.